# Drassinella
Drassinella là một chi nhện trong họ Phrurolithidae.

## Các loài
- Drassinella gertschi Platnick & Ubick, 1989
- Drassinella modesta Banks, 1904
- Drassinella schulzefenai (Chamberlin & Ivie, 1936)
- Drassinella sclerata (Chamberlin & Ivie, 1935)
- Drassinella siskiyou Platnick & Ubick, 1989
- Drassinella sonoma Platnick & Ubick, 1989
- Drassinella unicolor (Chamberlin & Ivie, 1935)